# Debian GNU/Hurd
Debian GNU/Hurd — проект разработки операционной системы на основе GNU с ядром GNU Hurd на микроядре Mach, под патронажем группы Debian, разработчиком одноимённого дистрибутива ОС GNU/Linux. Исторически первый дистрибутив Debian, основанный на ядре, отличном от Linux.
Кроме Debian GNU/Hurd, на сегодняшний день существует ещё один до-производственный дистрибутив ОС GNU — Arch Hurd. ОС GNU на данный момент находится на последнем этапе разработки, ведущемся с 1990 года.
Debian GNU/Hurd состоит из собранных кросс-компиляцией частей GNU/Hurd (с CVS-репозитория GNU), дополненных пакетами и наработками из Debian GNU/Linux.

## Выпуск
Несмотря на то что, Debian GNU/Hurd носит неофициальный статус, Филип Чарльз (Philip Charles) взялся за изготовление ISO образов дистрибутива и их распространение для тестирования и дальнейшей разработки.
Образы одного из релизов Debian GNU/Hurd можно скачать с файл-серверов проекта. Последний релиз называется «Debian GNU/Hurd 2021 ». Также доступны образы LiveCD.

## История
Debian GNU/Hurd стал первым дистрибутивом Debian, основанном на ядре, отличном от Linux. Этот проект ведёт свою историю с 1998 года.
Однако, в настоящее время он не относится к официальным проектам Debian. Первым крупным релизом проекта стал выпуск Debian GNU/Hurd 2013. Он вышел в мае 2013 года и использовал версию 1.3.99 ядра GNU Hurd и Debian 7 «Wheezy».
Представленный 30 апреля 2015 года Debian GNU/Hurd 2015, основан на редакции дистрибутива Debian 8.0 «Jessie». В нём, в частности впервые появилась возможность работать в графическом окружении Xfce, также дистрибутив перешёл на систему инициализации SysVinit. Для монтирования файловых систем, конфигурирования сети и завершения работы использованы штатные средства Debian, а не settrans и fsysopts: инструменты, разработанные в рамках проекта специально для GNU/Hurd. Подобная операция проделана и для сетевых драйверов: они работают в пространстве пользователя и основанные на коде из ядра Linux версии 2.6.32, для этого используется фреймворк NetDDE (Device Driver Environment), позволяющий использовать драйверы из состава ядра Linux..
18 июня 2017 был выпущен Debian GNU/Hurd 2017. Заявлена поддержка более 3 ГБ оперативной памяти, обновлены базовые пакеты GNU Hurd и GNU Mach.